# 側錐六角柱
側錐六角柱（そくすいろっかくちゅう、Augmented hexagonal prism）とは、54番目のジョンソンの立体であり、正六角柱の1つの側面に正四角錐を貼り付けたものである。

## 近縁な図形
| 正六角柱 （角錐を取り除く）        | 正四角錐 （角柱を取り除く）         | 双側錐六角柱 （正四角錐を反対側に追加） | 二側錐六角柱 （正四角錐を反対側以外に追加） |
| 三側錐六角柱 （正四角錐を2つ追加） | 側錐五角柱 （角柱の角の数を減らす） |                                         |                                             |